# Barleria cristata
Barleria cristata je druh rostliny z čeledi paznehtníkovité.

## Rozšíření
Barleria cristata pochází z rozsáhlé oblasti od jižní Číny po Indii a Myanmar. Pěstuje se také jako okrasná rostlina a stala se naturalizovanou na Havaji, kde roste na suchých stanovištích. Na Fidži, kde je známá jako „tombithi“, a na Vánočním ostrově roste také jako ruderální druh podél cest a narušených oblastí od blízkosti hladiny moře do asi 100 m.

## Popis
Roste jako keř vysoký 60 – 100 cm. Listy jsou na horní straně tmavě zelené a na spodní straně světle zelené. Jsou eliptické až úzce vejčité. Květ je asi 5 cm dlouhý, fialový, růžový nebo bílý, korunní lístky jsou podlouhle eliptické, asi 1,5 cm dlouhé. Plody jsou asi 1,5 cm dlouhé oválné tobolky. Ve zralosti jsou lysé a lesklé.

## Použití
Tato rostlina, v Thajsku známá jako อังกาบ, se používá jako tradiční bylinný lék k čištění krve, jako tonikum a jako diuretikum. Aby bylo zajištěno, že příjem této rostliny pro léčebné účely je bezpečný a netoxický, byly provedeny studie na myších, které nezjistily žádné vedlejší účinky nebo smrt při pevně stanoveném množství dávkování 250 g/kg.
V jižní Indii je známá jako „prosincový květ“, protože kvete v prosinci a obvykle se navléká do květinových girland, které ženy nosí ve vlasech.